# Liste des édifices labellisés « Patrimoine du XXe siècle » de la Seine-Maritime

Cet article recense les monuments historiques protégé au titre du Patrimoine du XXe siècle du département de la Seine-Maritime, en France.

## Statistiques
Au 31 décembre 2014, la Seine-Maritime compte 31 immeubles protégés au titre du patrimoine du XXe siècle.

## Liste
| Monument                                           | Commune                 | Adresse                                                       | Coordonnées                      | Notice                        | Protection            | Date       | Illustration                                     |
| -------------------------------------------------- | ----------------------- | ------------------------------------------------------------- | -------------------------------- | ----------------------------- | --------------------- | ---------- | ------------------------------------------------ |
| Groupe scolaire                                    | Arques-la-Bataille      | place Léon-Baudelot                                           | à géolocaliser                   | « PA76000045 »                | inscrit               | 2001       | Image manquante Téléverser                       |
| Villa Art Nouveau                                  | Saint-Romain-de-Colbosc | 35b avenue du Maréchal-de-Lattre-de-Tassigny                  | 49° 31′ 57″ nord, 0° 21′ 05″ est | « PA76000105 »                | Inscrit               | 2017       | Image manquante Téléverser                       |
| Église du Sacré-Cœur de Janval                     | Dieppe                  | rue Louis-Fromager                                            | 49° 54′ 45″ nord, 1° 04′ 21″ est | « PA76000057 »                | inscrit               | 2002       | Église du Sacré-Cœur de Janval                   |
| Église paroissiale Sainte-Jeanne-d'Arc             | Eslettes                | 5 rue des Roses                                               | 49° 32′ 54″ nord, 1° 03′ 25″ est | « PA76000047 »                | inscrit               | 2001       | Image manquante Téléverser                       |
| Église paroissiale Notre-Dame                      | Fauville-en-Caux        | rue du Général-de-Gaulle                                      | à géolocaliser                   | « PA76000048 »                | inscrit               | 2001       | Image manquante Téléverser                       |
| Blockhaus du cap Fagnet                            | Fécamp                  | rue du Général-de-Gaulle                                      | 49° 46′ 07″ nord, 0° 22′ 45″ est | « EA76141213 »                |                       | 2004       | Blockhaus du cap Fagnet                          |
| Batterie d'artillerie de Fèvretot                  | Fontaine-la-Mallet      | V.C. 2                                                        | à géolocaliser                   | « PA76000011 »                | inscrit               | 1996       | Image manquante Téléverser                       |
| Batterie d'artillerie des Monts-Trottins           | Fontaine-la-Mallet      | C.R. 5                                                        | à géolocaliser                   | « PA76000012 »                | inscrit               | 1996       | Image manquante Téléverser                       |
| Église paroissiale Saint-Valery                    | Fontaine-la-Mallet      | rue Jean-Jaurès                                               | à géolocaliser                   | « PA76000054 »                | inscrit               | 2001       | Image manquante Téléverser                       |
| Église Saint-Martin                                | Foucarmont              | place des Cateliers                                           | 49° 50′ 52″ nord, 1° 34′ 10″ est | « PA76000067 »                | inscrit               | 2004       | Image manquante Téléverser                       |
| Encuvement sur abri pour canon de 50 mm antichar   | Gonfreville-l'Orcher    | route industrielle                                            | 49° 29′ 16″ nord, 0° 12′ 03″ est | « PA76000014 »                | inscrit               | 1996       | Encuvement sur abri pour canon de 50 mm antichar |
| Maison de contremaître dite maison Perret          | Le Grand-Quevilly       | boulevard de Stalingrad                                       | à géolocaliser                   | « PA76000015 »                | inscrit               | 1996       | Image manquante Téléverser                       |
| Centre-ville moderne                               | Le Havre                |                                                               | à géolocaliser                   | « EA76141214 »                |                       | 2004       | Centre-ville moderne                             |
| Ancien hôtel des ingénieurs des tréfileries        | Le Havre                | 9, rue Charles-Porta                                          | à géolocaliser                   | « PA76000037 »                | inscrit               | 1998       | Image manquante Téléverser                       |
| Église Saint-Joseph                                | Le Havre                | 8, boulevard François-Ier                                     | 49° 29′ 27″ nord, 0° 06′ 04″ est | « PA00100697 »                | inscrit               | 1965       | Église Saint-Joseph                              |
| Église Sainte-Jeanne-d'Arc                         | Le Havre                | place de Bayonvillers                                         | 49° 30′ 20″ nord, 0° 07′ 02″ est | « PA76000075 »                | inscrit               | 2005       | Église Sainte-Jeanne-d'Arc                       |
| Hôpital souterrain allemand                        | Le Havre                | Rue de Trigauville                                            | 49° 30′ 08″ nord, 0° 08′ 03″ est | « PA76000107 » « IA00130454 » | Inscrit               | 2017       | Image manquante Téléverser                       |
| Hôtel de ville                                     | Le Havre                | 57 place de l'Hôtel-de-Ville                                  | 49° 29′ 37″ nord, 0° 06′ 28″ est | « IA00130237 »                | Inscrit Classé        | 2016 2017  | Image manquante Téléverser                       |
| ISAI dénommés « îlots V40 et V41 »                 | Le Havre                | place de l'Hôtel-de-Ville                                     | 49° 29′ 31″ nord, 0° 06′ 26″ est | « IA00130236 »                | Inscrit Classé        | 2016 2017  | Image manquante Téléverser                       |
| Ancienne chapelle du collège de Normandie          | Mont-Cauvaire           |                                                               | à géolocaliser                   | « PA00100757 »                | inscrit               | 1975       | Image manquante Téléverser                       |
| Point-fort de Dondeneville Est, dit La Ferme Hamel | Octeville-sur-Mer       | route de Dondeneville                                         | à géolocaliser                   | « PA76000018 »                | inscrit               | 1996       | Image manquante Téléverser                       |
| Batterie d'artillerie d'Ecqueville                 | Octeville-sur-Mer       |                                                               | 49° 34′ 31″ nord, 0° 06′ 40″ est | « PA76000017 »                | inscrit partiellement | 1996       | Batterie d'artillerie d'Ecqueville               |
| Abri type R 634                                    | Octeville-sur-Mer       | chemin des Quatre-Fermes                                      | à géolocaliser                   | « PA00132699 »                | inscrit               | 1994       | Image manquante Téléverser                       |
| Eglise paroissiale Saint-Jean-Eudes                | Rouen                   | rue du Docteur-Payenneville                                   | 49° 27′ 08″ nord, 1° 07′ 37″ est | « PA76000038 »                | inscrit               | 1998       | Image manquante Téléverser                       |
| Ensemble de la Grand'Mare                          | Rouen                   | 15, rue Jean-Philippe-Rameau                                  | 49° 26′ 43″ nord, 1° 08′ 33″ est | « PA76000088 »                | inscrit               | 2010       | Image manquante Téléverser                       |
| Atelier de Ferdinand Marrou                        | Rouen                   | 70, rue Saint-Romain                                          | 49° 26′ 27″ nord, 1° 05′ 44″ est | « PA00100801 »                | inscrit               | 1975       | Atelier de Ferdinand Marrou                      |
| Château d'eau-marégraphe                           | Rouen                   | quai Ferdinand-de-Lesseps                                     | 49° 26′ 52″ nord, 1° 05′ 38″ est | « PA76000031 »                | inscrit               | 1997       | Château d'eau-marégraphe                         |
| Gare rive droite                                   | Rouen                   | rue de La-Rochefoucaud                                        | 49° 26′ 52″ nord, 1° 05′ 38″ est | « PA00100832 »                | inscrit               | 1975       | Gare rive droite                                 |
| Immeuble le Métropole                              | Rouen                   | 111, 111bis, 113, 115, 117, rue Jeanne-d'Arc et 16, rue Verte | 49° 26′ 52″ nord, 1° 05′ 38″ est | « PA76000043 »                | inscrit               | 2000, 2004 | Immeuble le Métropole                            |
| Église Sainte-Jeanne-d'Arc                         | Rouen                   | Place du Vieux-Marché                                         | 49° 26′ 35″ nord, 1° 05′ 19″ est | « PA76000060 »                | inscrit               | 2002       | Image manquante Téléverser                       |
| Grues hydrauliques                                 | Sotteville-lès-Rouen    | 1, rue Gaston-Contremoulins                                   | à géolocaliser                   | « PA76000020 »                | inscrit               | 1996       | Grues hydrauliques                               |
| Église Saint-Vincent-de-Paul                       | Sotteville-lès-Rouen    | 385, rue Victor-Hugo                                          | à géolocaliser                   | « PA76000068 »                | inscrit               | 2004       | Église Saint-Vincent-de-Paul                     |
| Chapelle Saint-Dominique                           | Varengeville-sur-Mer    | route de Dieppe et C.D. 75                                    | à géolocaliser                   | « PA76000021 »                | inscrit               | 1996       | Image manquante Téléverser                       |
| Église paroissiale Saint-Pierre                    | Yvetot                  | Place de l'Église                                             | 49° 36′ 59″ nord, 0° 45′ 14″ est | « PA76000053 »                | inscrit               | 2001       | Église paroissiale Saint-Pierre                  |